# Deser (obraz Willema Claesza Hedy)
Deser: martwa natura z ciastem, winem, piwem i orzechami – obraz olejny na desce dębowej autorstwa holenderskiego malarza Willema Claesza Hedy. Dzieło powstało w 1637 i pochodzi ze zbiorów Raczyńskich, obecnie znajduje się w zbiorach Muzeum Narodowego w Warszawie (M.Ob.583).

## Opis obrazu
Artysta przedstawił stół przykryty w części zielonoszarym obrusem. Na nim dominuje duży römer – szklany, ozdobny kielich, częściowo napełniony winem. Przed nim znajduje się cynowy talerz z resztką ciasta i łyżką. Obok leży przewrócona czara i ozdobiony malowanymi wzorami fajansowy talerz. Zza czary wyłania się szklanka napełniona piwem. Kompozycję uzupełniają rozrzucone po stole orzechy włoskie i laskowe oraz ukryty w pochwie nóż.
Kolorystyka obrazu jest niemal monochromatyczna, ale mimo to subtelnie zróżnicowana. Dominują odcienie szarozielone i szaroniebieskie. Kompozycja jest prosta, obiektów jest mało i ułożone zostały w wachlarz wokół kielicha z winem. Liczne linie diagonalne tworzą złudzenie głębi, natomiast delikatne światło, padające na całość z lewej górnej strony obrazu, tworzy łagodne refleksy na przedstawionych przedmiotach. Tło jest jednolite, szarobeżowe, całość  utrzymana jest w atmosferze spokoju i intymności. 

## Interpretacje
Niektóre źródła uzupełniają tytuł obrazu o słowo vanitas, które jest związane z myślą przewodnią Księgi Koheleta i tym samym podpowiadają interpretację obrazu. Ziemskie przyjemności są nietrwałe i szybko przemijają, a życie człowieka jest kruche jak wykwintne szkło. Wino, symbolizujące zwykle młodość, szybko kwaśnieje w otwartym naczyniu, a przewrócona czara może zapowiadać kres wszystkiego, do czego jesteśmy przywiązani. Podobną wymowę ma ledwo widoczny nóż, który zwykle uważany jest za symbol zagrożenia i groźby.